# Stepinac i Židovi (Štefan)
Knjižicu naslovljenu Stepinac i Židovi objavila je hrvatska povjesničarka Ljubica Štefan. Knjiga je izbor autoričinih članaka objavljenih u dnevnome tisku.
Osnovna teza knjige jest da je snažni srpski lobi u Izraelu spriječio da Alojzije Stepinac od izraelskog centra Yad Vashem dobije zasluženo priznanje Pravednik među narodima. Prijedlog je prvi puta podnio dr. Amiel Shomrony (Emil Schwartz) 1970. godine, sam, a zatim 1994. godine s dr. Igorom Primorcem.

## Sadržaj
- Riječ nakladnika (dr. Franjo Letić), str. 5-6
- Proslov (dr. Frano Glavina), str. 9-22
- Zatajeni hrvatski pravednici, str. 25-27
- Spašavanje hrvatskih i inozemnih Židova prije i tijekom Drugoga svjetskog rata, str. 29-64
- Spašavanje Židovskog staračkog doma "Lavoslav Schwarz" u Zagrebu, str. 65-106
- Freibergerova knjižnica, str. 107-114
- Alojzije Stepinac, Oskar Schindler i drugi, str. 115-120
- Stepinac i Papa Pio XII najveći branitelji Židova u okupiranoj Europi, str. 121-130
- Hrvati-Pravednici (do lipnja 1998.), str. 131-132
- Epilog, str. 133-137
- Bilješka o autorici, str. 139-141
- Imensko kazalo, str. 143-153